# Футбол на Реюньоне

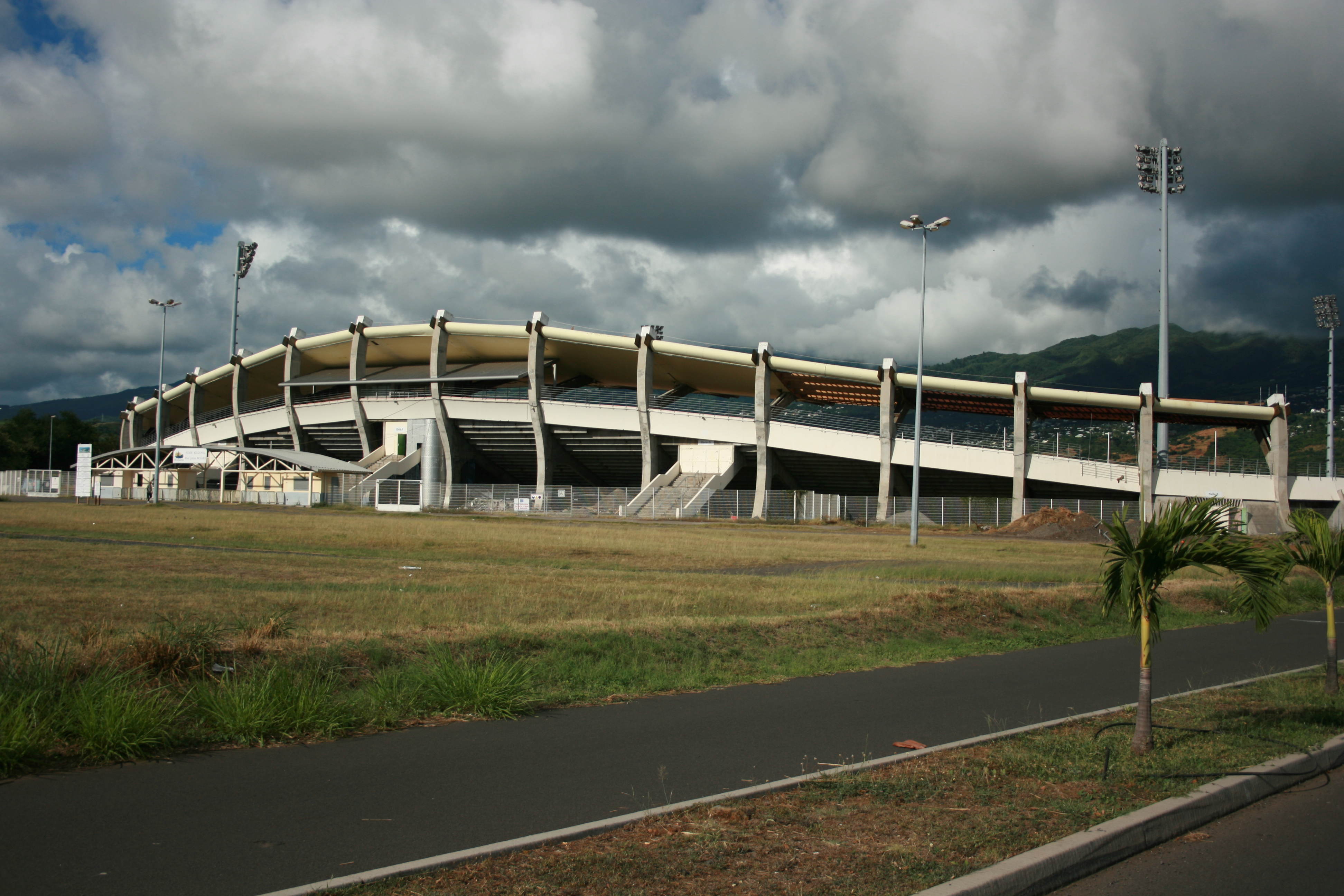
Стадион Поля-Жюлиуса-Бенара

Футбол — самый популярный вид спорта на острове Реюньон, который входит в состав заморского департамента Франции. Главным руководящим органом местного футбола является Реюньонская лига футбола, не имеющая статус члена ФИФА, но являющаяся ассоциированным членом КАФ и КОСАФА.
На Реюньоне проводится мужской чемпионат из 14 команд, а также разыгрывается Кубок Реюньона и региональный кубок, позволяющий победителю выступить в Кубке Франции. Местная сборная из-за отсутствия полноправного членства в ФИФА не может принимать участие в отборочных турнирах к чемпионату мира или Кубку африканских наций, однако неоднократно выступала на Играх островов Индийского океана и Кубке заморских территорий Франции.
Наибольшее число побед в местном чемпионате принадлежит клубу «Сен-Пьеруаз» (21 титул). «Сен-Луизьен» в своём активе имеет участие в групповом турнире Лиги чемпионов КАФ и дважды выход в полуфинал Кубка обладателей кубков КАФ. В чемпионате Реюньона играли такие футболисты как Димитри Пайет, Роже Милла, Жан-Пьер Папен и Гийом Оаро.
Главной футбольной ареной Реюньна считается стадион Поля-Жюлиуса-Бенара в Сен-Поле, который вмещает 13 тысяч зрителей.

## История

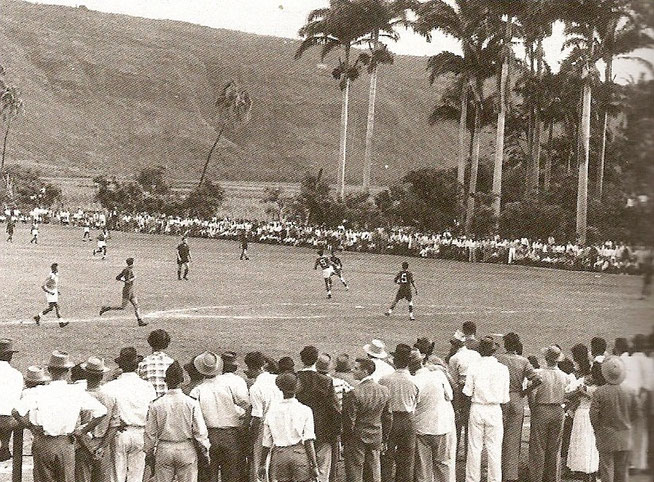
Матч между командами «Жанна д’Арк» (в белых шортах) и «Патриот» (в черных шортах) в 1956 году.

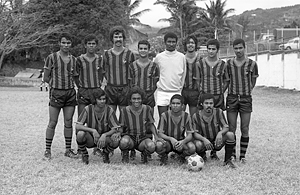
Состав команды «Патриот» в 1975 году

Футбол на Реюньоне появился после окончания Первой мировой войны. Вследствие этого первые футбольные клубы носили патриотические названия: «Патриот», «Франция», «Маделон» и «Жанна д’Арк». Позднее на острове появились такие команды как «Стад Тампонез», «Индепендьенте», «Франко-Малагаче», «Олимпик» (Сен-Дени), «Роял Стар», «Сен-Пьерруаз», «Сен-Луизьен» и «Юниорс Дионсьен».
Способствовало развитию футбола учреждение 9 марта 1930 года Федерации спорта Реюньона, где к следующему году числилось 41 общество. На базе федерации 9 марта 1956 года была основана Реюньонская лига футбола, призванная заниматься организацией футбола на острове.
Первые футбольные соревнования начали проводиться в 1930-е годы в трёх различных зонах. Чемпионат Реюньона впервые был разыгран в 1950 году, а Кубок — в 1957 году. С 1964 года проводится региональный кубок, позволяющий победителю выступить на ранних стадиях Кубка Франции.
Реюньонская лига футбола является ассоциированным членом Африканской конфедерации футбола и КОСАФА. Поскольку Реюньон входит в состав Франции он не может добиться признания ФИФА в качестве полноправного члена. Действующий статус Реюньонской лиги футбола не позволяет сборной выступать в квалификации Кубка африканских наций и чемпионата мира.
Мужская сборная Реюньона впервые появилась в 1947 году, сыграв на турнире Триангулер против Маврикия и Мадагаскара. Команда четыре раза завоёвывала серебряные награды Триангулера в 1950, 1954, 1957 и 1963 годах. После упразднения турнира Реюньон стал участвовать в Играх островов Индийского океана, где в общей сложности завоевал пять побед (1979, 1998, 2007, 2015, 2019). Команда также участвовала в Кубке заморских территорий Франции, где дважды брала золотые медали и один раз — серебряные.
Женская сборная Реюньона участвовала в чемпионате Африки 2000 года в ЮАР и побеждала на Играх островов Индийского океана 2015 года.
В последний раз клубная команда с Реюньона выступала во всеафриканских турнирах в 2017 году, когда «Сен-Луизьен» сыграл в Лиге чемпионов КАФ. Клуб показал лучший результат Реюньона, выйдя в полуфиналы Кубка обладателей кубков КАФ 1997 и 2000 годов. В Лиге чемпионов КАФ «Сен-Луизьен» в 1999 году играл на стадии группового этапа.
Наилучшим результатом реюньонских команд в Кубке Франции является выход «Сен-Пьеруаза» в 1/16 финала сезона 2020/21. Клубы Реюньона являлись постоянными участниками различных турниров для представителей заморских территорий Франции. В активе команд из Реюньона 9 побед на Клубном кубке заморских территорий Франции (Coupe DOM), разыгрывавшегося с 1963 по 2011 год. Обладателем Кубка чемпионов Индийского океана в 2011 году становился «Стад Тампонез», обыгравший в первом розыгрыше турнира КНаПС Спорт из Мадагаскара.
Развивается на Реюньоне футбол среди детей и юношей. На Кубке наций «Данон», где играют дети до 12 лет, Реюньон побеждал дважды в 2001 и 2006 годах. Существовали сборные Реюньона до 17 и до 20 лет, которые принимали участия в отборочных матчах на Кубок африканских наций в своих возрастных категориях. В 2018 году молодёжная команда должна была сыграть на чемпионате КОСАФА для игроков до 20 лет, но в итоге снялась с турнира из-за того, что Реюньонская лига футбола не смогла организовать перелёт футболистов в Замбию.

## Известные игроки

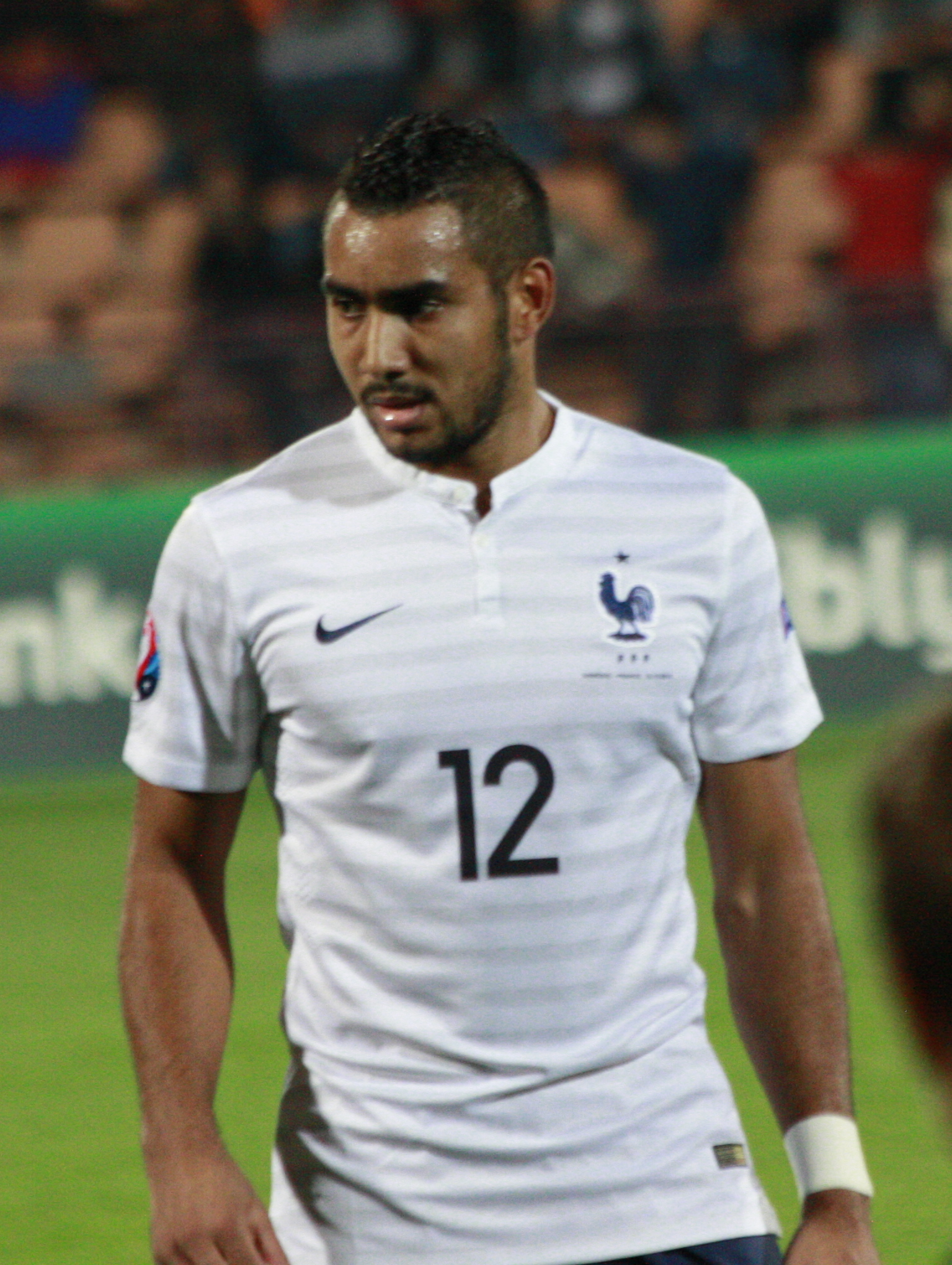
Димитри Пайет

За всю историю четыре уроженца Реюньона имели опыт игры за сборную Франции по футболу. Ими стали Димитри Пайет (38 матчей за сборную), Лоран Робер (9 матчей), Гийом Оаро (5 матчей) и Флоран Синама-Понголь (1 матч). Первым игроком из Реюньона во французской Лиге 1 был Жан-Пьер Баде, дебютировавший на этом уровне в 1978 году в составе «Ланса». Количество зарегистрированных футболистов из Реюньона увеличилось с 4 тысяч до 30 тысяч за 30 лет с 1980-х годов. Результатом этого стало появление во французском футболе, кроме вышеуказанных игроков, и таких уроженцев Реюньона как Томас Фонтен, Венсан Акапандье и Закари Буше.
Реюньонская пресса также отмечает, что родители футболистов Бенуа Тремулинаса и Жереми Мореля, имели реюньонское происхождение.

## Пляжный футбол
В 2010 году футболисты команды «Сен-Полуаз» попробовали свои силы в пляжном футболе и дошли до финала первого официального чемпионата Франции, уступив в решающем матче «Марселю» (2:7). За сборную Франции по пляжному футболу выступали четыре реюньонца: Жереми Баскез, Идрисс Саиду, Ромаон Тоссем и Джованни Баскез.

## Стадионы

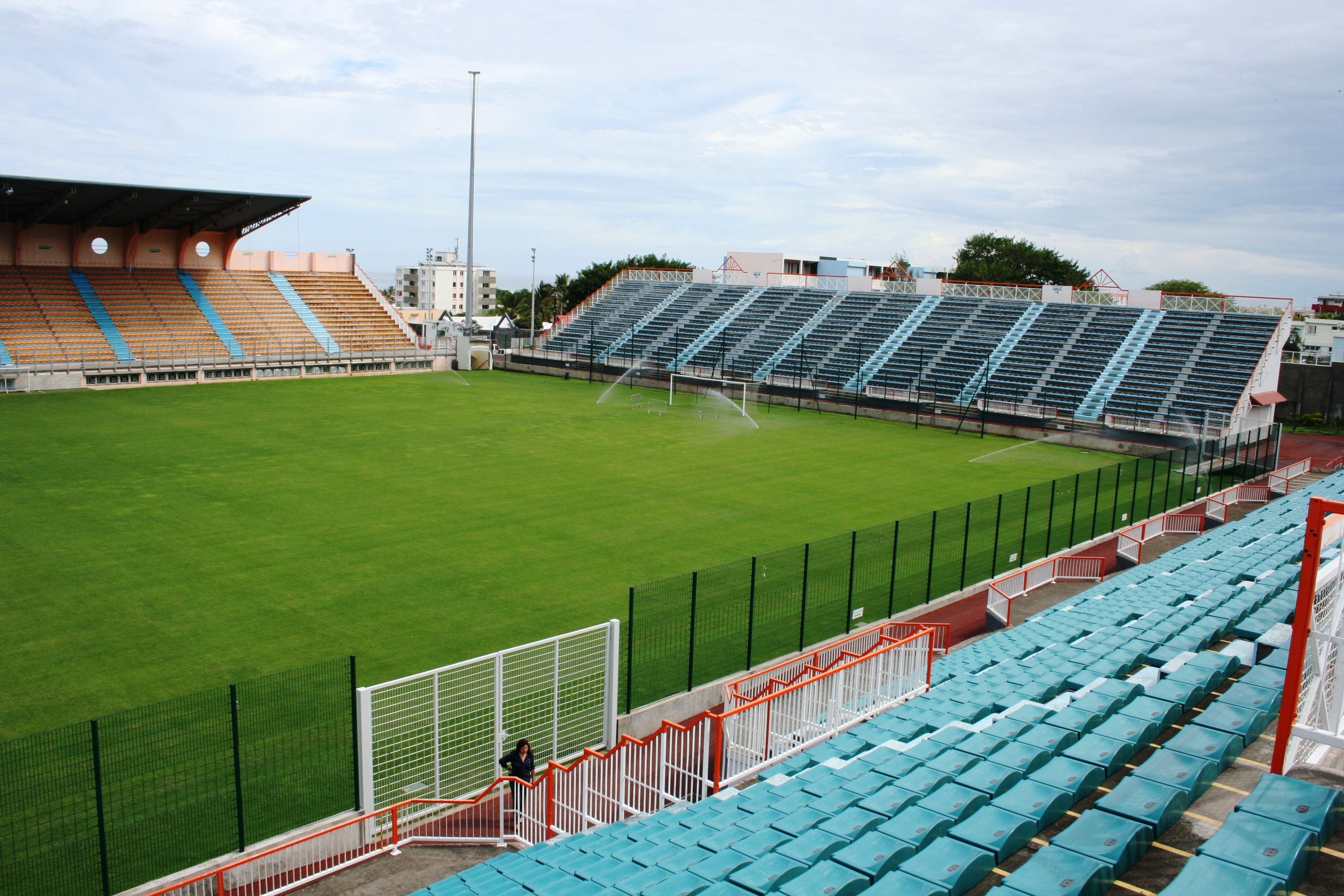
Стадион Мишель Вольне

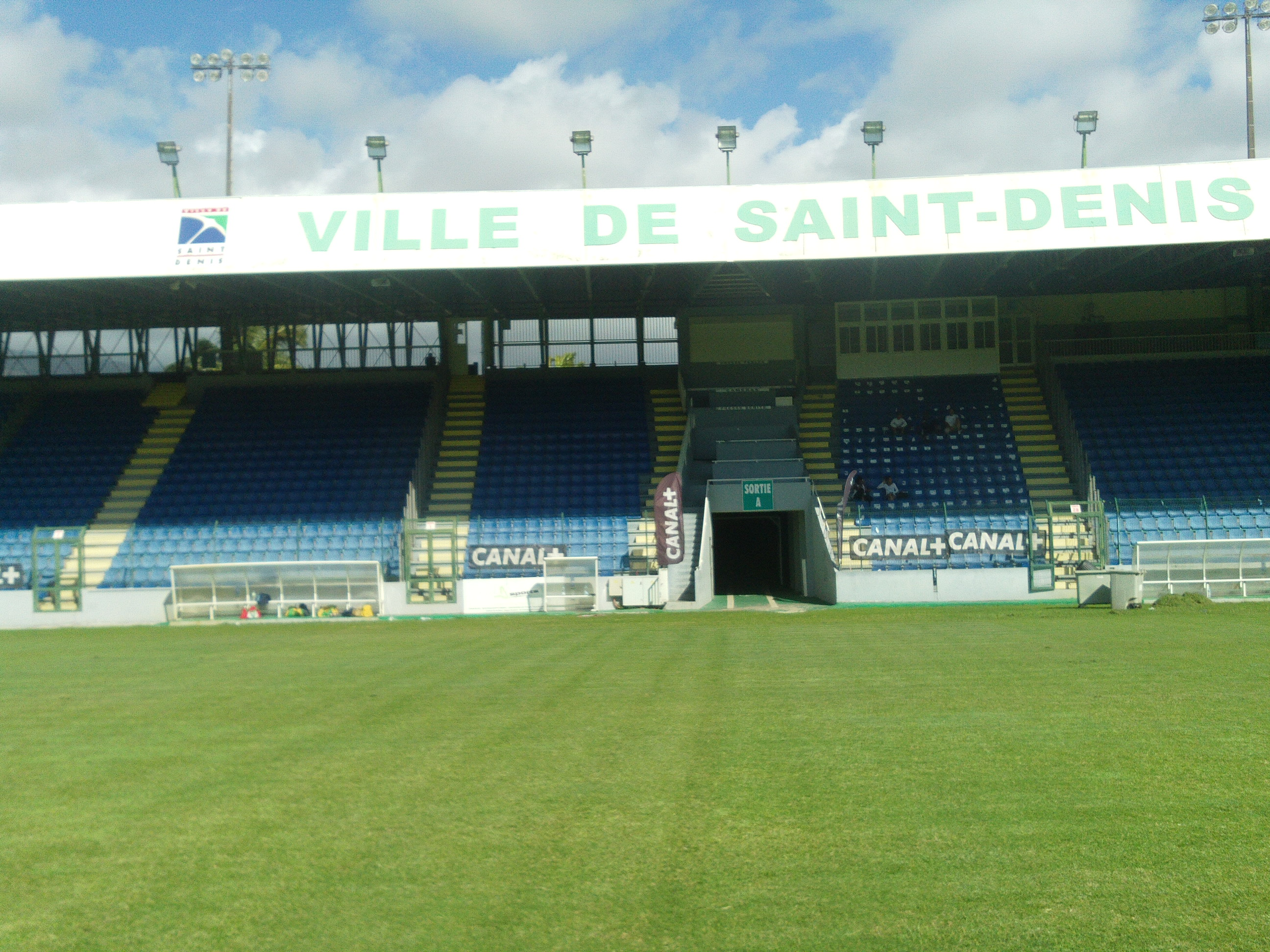
Стадион Жан-Ивула

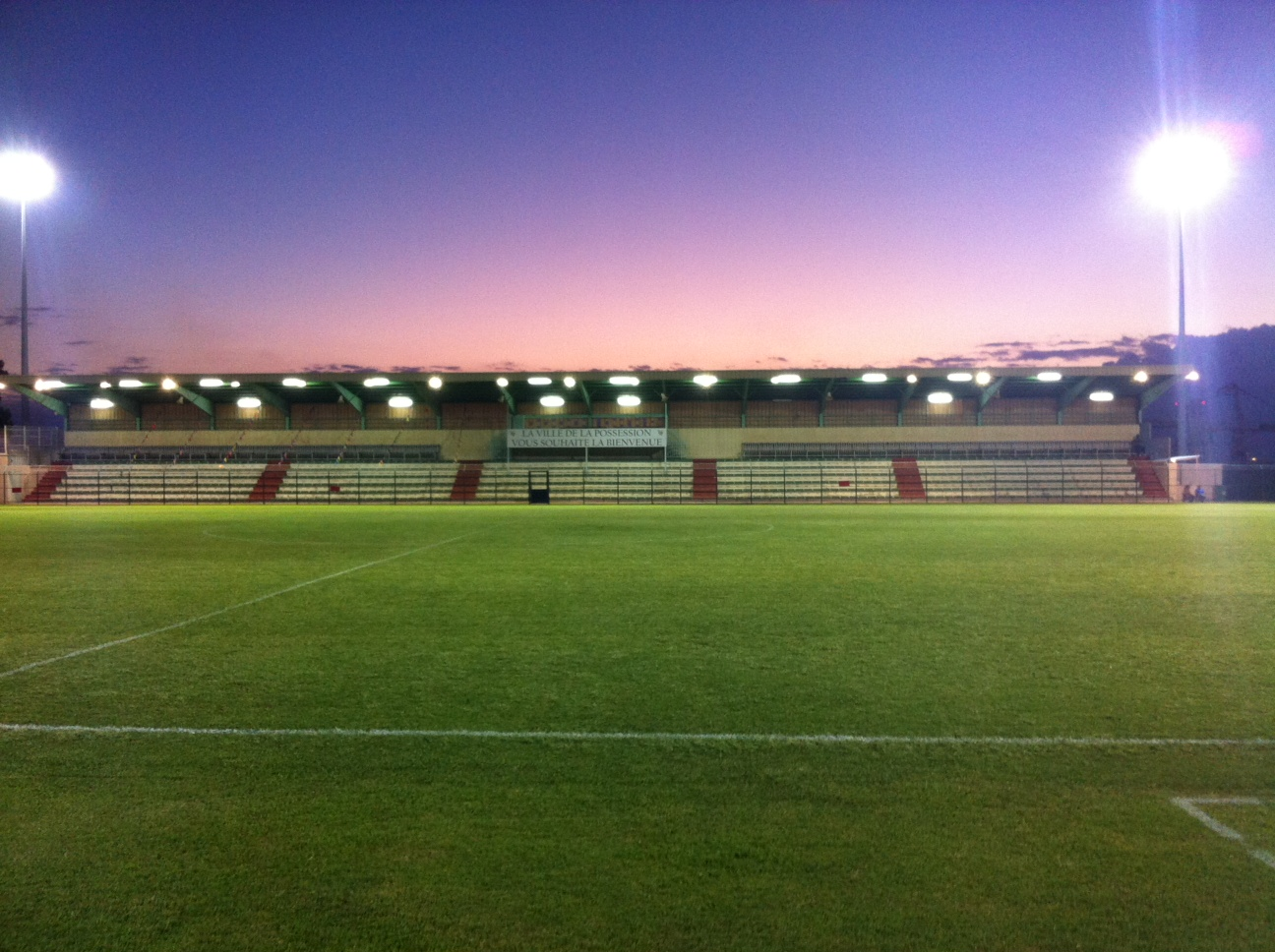
Стадион Юрия Гагарина

Наиболее вместительной футбольной ареной Реюньона является стадион Поля-Жюлиуса-Бенара, вмещающий 13 тысяч зрителей. Свой единственный матч сборная Франции по футболу на Реюньоне провела на стадионе Мишель Вольне против Китая в рамках подготовки к чемпионату мира 2010 года в ЮАР. Встреча завершилась поражением французов со счётом 0:1.
| Стадион                       | Расположение  | Вместимость |
| ----------------------------- | ------------- | ----------- |
| Стадион Поля-Жюлиуса-Бенара   | Сен-Поль      | 13000       |
| Стадион Мишель Вольне         | Сен-Пьер      | 8000        |
| Стадион Жан-Ивула             | Сен-Дени      | 7500        |
| Стадион Юрия Гагарина         | Ла-Поссесьйон | 4000        |
| Стад Клебер-Пикар             | Ле-Тампон     | 3000        |
| Стадион Теофиля Оаро          | Сен-Луи       | 2500        |
| Стадион Сержа Сен-Альма       | Ле Труа-Басен | 2500        |
| Стад де ла Редут              | Сен-Дени      | 2000        |
| Спортивный комплекс Поля Моро | Бра-Панон     | 2000        |
| Стадион Рафаэля Бабе          | Сен-Жозеф     | 1200        |
| Стад Жорж Ламбракис           | Ле-Порт       | 1020        |